# Отрезанная рука (фильм)
«Отрезанная рука» (англ. The Severed Arm) — американский фильм ужасов 1973 года. Это второй по счёту и последний фильм в режиссёрской карьере Томаса С. Олдермена.

## Сюжет
Группа людей отправляется в экспедицию на заброшенные рудники. Но камнепад заваливает выход из пещеры. Люди оказываются запертыми в ней. Проходит несколько дней. Измученные голодом люди бросают жребий, чья рука будет съедена. Жребий падает на одного молодого человека. Ему отрезают руку. А меньше чем через минуту приходит помощь. Членов экспедиции освобождают из подземной ловушки.
Проходит пять лет. Все участники экспедиции начинают погибать один за другим. Таинственный убийца расправляется с ними. Кто же он? Молодой человек, мстящий за увечье, или кто-то другой? Тем, кто был в той пещере, предстоит выяснить, кто причастен к убийствам, пока они все не погибли.

## В ролях
- Пол Карр — сержант Марк Ричардс
- Дебора Уолли — Тедди Роджерс
- Марвин Каплан — «Безумец» Герман
- Джон Кроуфорд — доктор Рэй Сандерс
- Дэвид Дж. Кэннон — Джефф Эштон
- Рэй Дэннис — Тед Роджерс
- Боб Гатри — Роджер Роджерс
- Ангус Скримм — почтовый перевозчик

## Восприятие
Энтони Арриго из Dread Central отмечал, что у фильма есть несколько существенных проблем, включая «нудный темп, в котором развивается банальная история». Также, по мнению обозревателя, единственным актёром в кадре, умеющим играть, стал Ангус Скримм, чьё появление на экране ограничилось небольшим эпизодом. По мнению критика Денниса Шварца, «для тех, кто сходит с ума от странных фильмов, этот должен бы выглядеть аппетитно». Микита Броттман в своей книге 1998 года «Мясо — это убийство. Иллюстрированный путеводитель по культуре каннибалов» писала, что «Отрезанная рука» это «странная малобюджетная лента, в которой насильственный каннибализм приводит к психозу не у каннибалов, как обычно, а у их жертв».